# Skephult

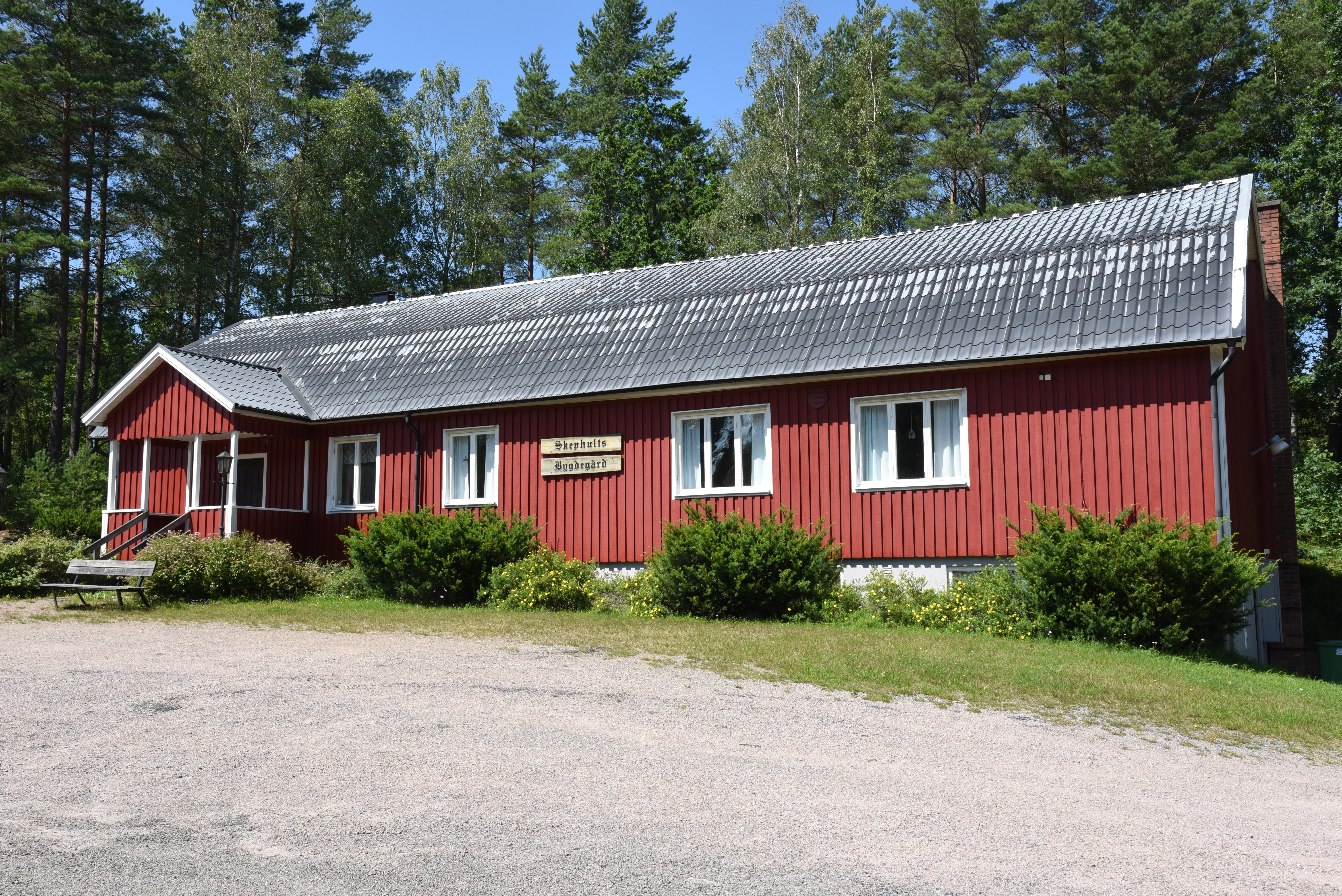
Skephults bygdegård.

Skephult är kyrkbyn i Skephults socken i Marks kommun, Västra Götalands län.
Skephult har Skephults kyrka mitt i byn, men pastorsexpedition och församlingshem finns i Fritsla nordväst om Riksväg 41 och cirka 9 km bort. Josefssons i Skephult hette klädvaruhuset, som under många år drog besökare till platsen. Skephult ligger vid vägen mellan Fritsla och Sexdrega norr om Svenljunga och passeras även av den väg som förbinder Länsväg 156 med Riksväg 41. 